# 2023年P. LEAGUE+季後賽
2023年P. LEAGUE+季後賽是P. LEAGUE+（PLG）2022-23賽季季後賽，分為五戰三勝制首輪與七戰四勝制總冠軍賽兩個階段。首輪於2023年5月19日至2023年5月27日展開，總冠軍賽於6月3日至6月14日進行。P. LEAGUE+以「All my PLG」作為聯盟季後賽口號。

## 對陣圖
|  | 首輪 | 首輪               | 首輪 |              |   | 總冠軍賽 | 總冠軍賽 | 總冠軍賽 |  |
|  |      |                    |      |              |   |          |          |          |  |
|  | 1    | 新北國王           | 3    |              |   |          |          |          |  |
|  | 1    | 新北國王           | 3    |              |   |          |          |          |  |
|  | 4    | 福爾摩沙台新夢想家 | 1    |              |   |          |          |          |  |
|  | 4    | 福爾摩沙台新夢想家 | 1    |              | 1 | 新北國王 | 2        |          |  |
|  |      |                    |      |              | 1 | 新北國王 | 2        |          |  |
|  |      |                    | 2    | 臺北富邦勇士 | 4 |          |          |          |  |
|  | 2    | 臺北富邦勇士       | 2    | 臺北富邦勇士 | 4 | 3        |          |          |  |
|  | 2    | 臺北富邦勇士       |      |              |   |          |          |          |  |
|  | 3    | 桃園璞園領航猿     | 0    |              |   |          |          |          |  |

粗體表示系列賽贏家

## 首輪

### （1）新北國王vs（4）福爾摩沙台新夢想家
| 2023年5月19日 19:00 |

| 詳細數據 |

| 福爾摩沙台新夢想家 84–103 新北國王                         |  |                                                            |
| 每節分數： 15–31、22–23、25–36、22–13                      |  |                                                            |
| 得分： 麥卡洛（17） 篮板： 麥卡洛（22） 助攻： 麥卡洛（4） |  | 得分： 曼尼高（23） 篮板： 曼尼高（11） 助攻： 林書緯（7） |
| 新北國王以1比0領先                                         |  |                                                            |

| 2023年5月21日 17:00 |

| 詳細數據 |

| 福爾摩沙台新夢想家 83–102 新北國王                         |  |                                                            |
| 每節分數： 24–28、23–25、19–22、17–27                      |  |                                                            |
| 得分： 卡拉曼（29） 篮板： 卡拉曼（9） 助攻： 林俊吉（10） |  | 得分： 曼尼高（35） 篮板： 曼尼高（11） 助攻： 曼尼高（4） |
| 新北國王以2比0聽牌                                         |  |                                                            |

| 2023年5月25日 19:00 |

| 詳細數據 |

| 新北國王 95–115 福爾摩沙台新夢想家                        |  |                                                            |
| 每節分數： 18–39、29–26、22–25、26–25                     |  |                                                            |
| 得分： 楊敬敏（24） 篮板： 曼尼高（9） 助攻： 曼尼高（6） |  | 得分： 卡拉曼（30） 篮板： 卡拉曼（19） 助攻： 卡拉曼（6） |
| 福爾摩沙台新夢想家追成2比1                                |  |                                                            |

| 2023年5月27日 17:00 |

| 詳細數據 |

| 新北國王 108–100 福爾摩沙台新夢想家                        |  |                                                              |
| 每節分數： 30–16、30–27、12–28、36–29                      |  |                                                              |
| 得分： 楊敬敏（25） 篮板： 戴維斯（12） 助攻： 曼尼高（9） |  | 得分： 卡拉曼（31） 篮板： 吉爾貝克（12） 助攻： 林俊吉（7） |
| 新北國王以3比1晉級總冠軍賽                                 |  |                                                              |

### （2）臺北富邦勇士vs（3）桃園璞園領航猿
| 2023年5月20日 17:00 |

| 詳細數據 |

| 桃園璞園領航猿 76–94 臺北富邦勇士                          |  |                                                                     |
| 每節分數： 21–23、14–32、19–14、22–25                      |  |                                                                     |
| 得分： 艾爾斯（24） 篮板： 艾爾斯（13） 助攻： 白曜誠（6） |  | 得分： 辛特力（16） 篮板： 辛特力 / 塞瑟夫（10） 助攻： 塞瑟夫（6） |
| 臺北富邦勇士以1比0領先                                     |  |                                                                     |

| 2023年5月22日 19:00 |

| 詳細數據 |

| 桃園璞園領航猿 74–83 臺北富邦勇士                                   |  |                                                           |
| 每節分數： 23–19、12–21、28–19、11–24                               |  |                                                           |
| 得分： 盧峻翔（20） 篮板： 艾爾斯（13） 助攻： 白曜誠 / 李家慷（5） |  | 得分： 辛特力（28） 篮板： 辛特力（8） 助攻： 塞瑟夫（5） |
| 臺北富邦勇士以2比0聽牌                                              |  |                                                           |

| 2023年5月26日 19:00 |

| 詳細數據 |

| 臺北富邦勇士 101–89 桃園璞園領航猿                         |  |                                                            |
| 每節分數： 26–30、26–19、26–22、23–18                      |  |                                                            |
| 得分： 林志傑（29） 篮板： 塞瑟夫（12） 助攻： 塞瑟夫（5） |  | 得分： 沃許本（33） 篮板： 艾爾斯（9） 助攻： 白曜誠（10） |
| 臺北富邦勇士以3比0晉級總冠軍賽                             |  |                                                            |

## 外部連結
- 官方网站